# Ottorino Bossi
Ottorino Bossi (Sant'Angelo Lodigiano, 13 maggio 1926 – Vigevano, agosto 1986) è stato un calciatore italiano, di ruolo mediano.

## Carriera
Cresciuto nelle giovanili dell'Inter, giocò a Lodi con il Fanfulla, e poi con la Pro Gorizia. In seguito disputò due stagioni a Catania, ottenendo nella prima la promozione in Serie B, mentre all'inizio degli anni cinquanta giocò a Vigevano, poi una stagione a Pavia in Serie B.

## Biografia
Chiusa la carriera sportiva, Ottorino Bossi sposò Nucci Cartagena, figlia del titolare dell'omonimo Bar, luogo di ritrovo nella Vigevano di quegli anni. Nel 1957 con Pezzoli e Gatti creò la PEGABO, una ditta che produceva calzature, il cui nome venne ricavato dalle iniziali dei tre soci. Vigevano era la capitale italiana del settore e la ditta divenne leader nel settore calzaturiero. Dopo alcuni anni Ottorino Bossi liquidò i due soci e rimase solo a condurre l'azienda, portandola ad uno sviluppo importante nel campo del pellame.

## Palmarès

### Club

#### Competizioni nazionali
- Serie C: 2

Catania: 1948-1949
Vigevano: 1951-1952